# Проспект Адмірала Луніна
47°4′5″ пн. ш. 37°30′42″ сх. д. / 47.06806° пн. ш. 37.51167° сх. д.

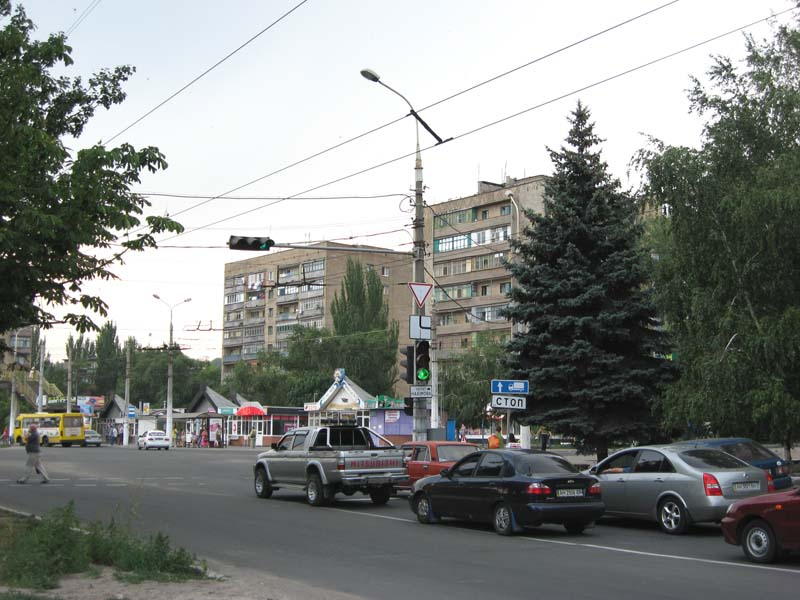
На перехресті з проспектом Нахімова

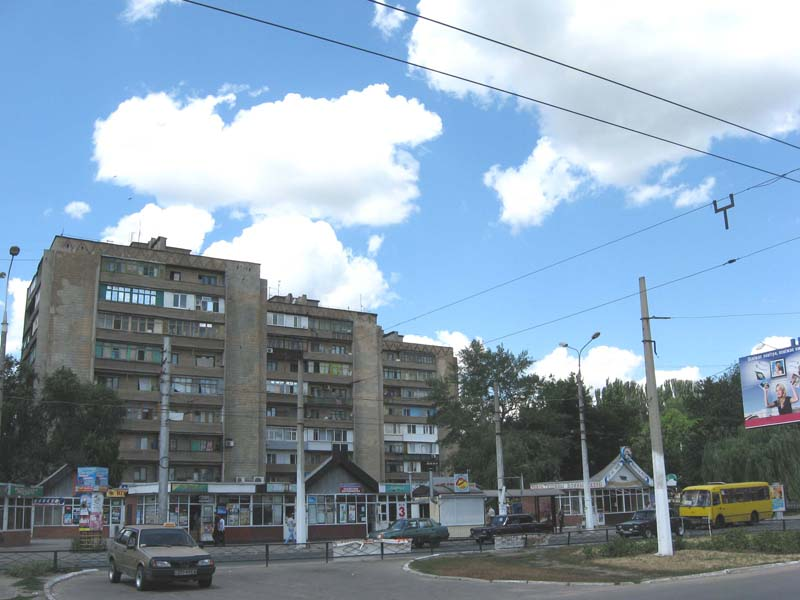
Проспект у районі Морвокзалу

Проспект Адмірала Луніна (укр. Проспект Адмірала Луніна) — одна з центральних вулиць Приморського району Маріуполя, розташована біля морського вокзалу. Раніше разом із Приморським бульваром (продовження проспекту на схід) та Великою Морською вулицею (продовження проспекту на захід) утворював Нижнє Портівське шосе, а пізніше — Велику Морську вулицю. Названий на честь героя радянського союзу Миколи Олександровича Луніна.
Починається від Азовського судноремонтного заводу і закінчується в Азовського Морського Пароплавства (АМП), нині званого Торговим Флотом Донбасу (ТФД). Відокремлений від прибережної смуги площами морського вокзалу та порту і залізничною гілкою, що зв'язує станцію «Маріуполь» з портом. Протяжність — 1,5 км (один із найкоротших проспектів міста — поступається лише проспекту Свободи, завдовжки близько 1 км).
Протягом усього проспекту прокладено тролейбусні маршрути (№ 2, 4, 8, 10), що з'єднують порт із центром міста, вокзалом та новими житловими масивами.

## Історичні події
1901 року. Споруджено Будинок за адресою проспект Адмірала Луніна 1.
|  | Початок проспекту Адмірала Луніна – митниця. Номер її будівлі – один. Будівлю цю зведено, як стверджують краєзнавці, 1901 року для управління порту. 1920 року тут був штаб Червоної Азовської флотилії. Тут її формував Степан Маркелов. З утворенням Портівського району – райком партії.Оригінальний текст (рос.) Начало проспекта Адмирала Лунина – таможня. Номер её здания — один. Здание это построено, как утверждают краеведы, в 1901 году для управления порта. В 1920 году здесь был штаб Красной Азовской флотилии. Здесь её формировал Степан Маркелов. С образованием Портовского района – райком партии. |

1952 року побудовано примітну будівлю за адресою проспект Адмірала Луніна,77.
5 листопада 1965 року відбулося урочисте відкриття пам'ятника Толі Балабусі.
01.2005 — 09.2006 зроблено капітальний ремонт та реконструкцію стадіону Портовик.
16 жовтня 2008 року на проспекті Адмірала Луніна стався обвал пішохідного мосту.
21 квітня 2011 року у Маріуполі відкрилася «площа Адмірала Луніна».
11 травня 2011 відкрито пам'ятник маріупольцю — Герою радянського союзу, адміралу Миколі Луніну.

## Визначні пам'ятки
- Готель «Меридіан» (з 06.2013 Адміністрація АМПУ — Маріупольська Філія)
- Музей Маріупольського Торгового Порту
- Азовський судноремонтний завод
- Пам'ятник піонеру-герою Толі Балабусі
- Морський вокзал
- Універмаг «Жовтень»
- Кінотеатр «Буревісник»
- Готель «Моряк»
- Ресторан «Хвиля»
- Спортивний комплекс «Моряк» (колишній «Водник»)
- Палац культури «Чайка» (колишній «Моряков»)
- Пам'ятник Адміралу Луніну
- Управління ДП. «ММТП» за адресою Проспект Адмірала Луніна 99)
- Будівля ТОВ Торгмортранс за адресою Проспект Адмірала Луніна 173
- Будівля Відділу кадрів ДП. «ММТП» (раніше — Контора «InFlot», ще раніше — Дитяча поліклініка Водників Проспект Луніна 77)
- ТОВ Маріупольський Мелькомбінат

## Перехрестя з вулицями
- Приморський бул.
- вул. Морських Десантників
- вул. Санаторна
- пров. Гористий
- просп. Нахімова
- вул. Гагаріна
- вул. Велика Морська
- вул. Ватутіна
- вул. Велика Азовська
- вул. Кранова
- вул. Керченська
- вул. Санаторна
- пров. ЧервоноМаяцький